# 郊环隧道
郊环隧道，工程名沿江通道越江隧道，位于上海市北部的吴淞口，是G1503上海绕城高速跨越黄浦江的越江隧道，也是黄浦江各越江隧道中直径最大、距离最长者，于2019年12月28日建成通车。

## 规划
郊环隧道建成前，进出外高桥港区的大量重型集装箱卡车都需要通过南侧的外环隧道过江。但是外环隧道系按城市快速路设计，没有承担大量重载运输的能力，过量卡车不仅造成交通拥堵，还导致外环隧道长期严重超负荷运行。郊环隧道规划旨在将上海绕城高速和外环高速分离，并分担外环隧道的长途货运流量，短程交通则计划通过长江路隧道分流。2011年9月5日，上海市规划局披露《沿江通道越江隧道工程专项规划公示》，郊环隧道进入详细设计阶段。2012年12月，工程设计获批。

## 工程
郊环隧道工程全长6.5公里，西起浦西牡丹江路，东至滨江森林公园出地，接外环高速地面段，隧道内设双向六车道，限速80km/h。其中，盾构隧道长约5.2公里，双线双孔，每孔外径均为15米。郊环隧道使用曾用于上海长江隧道、长江路隧道、钱江隧道建设的两台15.43米直径“长江一号”“长江二号”盾构机从浦西先后发出，同向掘进施工。本隧道与沪苏通铁路二期黄浦江隧道走向相似并相互交叉，郊环隧道位于上方先施工，同时在工程上对隧道地基进行加固，以预留铁路隧道盾构穿越的条件。郊环隧道沿线还有1907年建设的吴淞导堤、炮台湾公园地下的宝钢废弃钢渣等对施工有影响的相关因素。开挖产生的多余泥浆也是横沙新洲填海工程的材料来源之一。
郊环隧道工程于2014年12月6日正式动工，2016年7月20日首台盾构“长江一号”开始掘进，2018年7月27日双线贯通，至此“长江一号”“长江二号”盾构机成为世界上15米级盾构机中累计推进里程最长的两台。2019年12月28日，郊环隧道正式通车。

## 接线道路
郊环隧道建成后，浦西原蕰川公路立交至外环同济路立交的绕城高速高架成为同济高架路，功能上降级为快速路。郊环隧道出地处西侧至蕰川公路立交路段，继续在原有高架上方叠加第二层高架，作为新的绕城高速主线，形成地面富锦路、同济高架路、绕城高速的三层结构，同步改造和新建一系列匝道，预留S16蕰川高速接口。郊环隧道浦东出口至五洲大道之间目前仍存郊环与外环的最后一段共线路段，该段有计划在既有外环高速中间设置高架道路作为新的郊环高速主线，郊环隧道出口处也预留了对应的主线接口，不过杨高北路至航津路一段因涉及外高桥发电厂出厂高压线、竹园污水处理厂总管、沪苏通铁路外高桥港区线等设施，工程较为复杂，仍存多种方案未定。

## 风塔
郊环隧道浦西风塔兼顾有观光功能，对外称“长滩观光塔”，号称“定海神针”。风塔总体高度180米，排风口在136.3米高处；外圈为直径25米的圆形，内部排烟风道为长9.5米、宽8.5米的矩形结构。